# Vollmond (Lied)
Vollmond ist ein Rocksong des deutschen Musikers Herbert Grönemeyer, der von ihm selbst geschrieben und gemeinsam mit Norbert Hamm produziert wurde. Er wurde am 27. Juni 1988 als zweite Single aus dem Album Ö ausgekoppelt.

## Musik und Text
Es handelt sich um einen Uptempo-Rocksong, der überwiegend mit E-Gitarren, aber auch einer Orgel, instrumentiert ist. Im Songtext spricht der Protagonist den Vollmond an und bittet ihn darum, ihn bei der geliebten Person in besserem Licht dastehen zu lassen: „Vollmond, setz mich ins rechte Licht / Vollmond, du weißt, sie will mich nicht / Leucht ihr ins Gewissen / Mach mir ’nen Heiligenschein / Ich kann sie nicht mehr missen / Beeil dich, mach sie mein / Vollmond, ich bin so allein.“ Im Gegenzug würde er zum Werwolf und den Mond um Mitternacht „anheulen“.

## Entstehung und Veröffentlichung
Vollmond wurde von Grönemeyer selbst geschrieben und gemeinsam mit Norbert Hamm produziert. Grönemeyer wollte einen Song über einen Mann schreiben, der eine Frau nicht bekommen kann. Schlagzeuger Armin Rühl habe ihm dann in einem Gespräch über männliche Eigenarten davon erzählt, dass er bei Vollmond gerne diesen anheule. Am 27. Juni 1988 erschien Vollmond als Single bei EMI. Bereits am 30. März war es auf dem Album Ö als zweiter Song zu hören. Auf der B-Seite befindet sich der Song Herbsterwachen. Das Singlecover zeigt ein Schwarz-Weiß-Foto von Grönemeyer in einem Auto mit dem Titel und dem Namen des Interpreten im Ö-Design in Türkis.
Der Song wurde auch auf mehreren Livealben und Kompilationen veröffentlicht. Auch erschien die englische Version Full Moon auf dem englischsprachigen Studioalbum What’s All This. Der Text stammt von Peter Hammill von Van der Graaf Generator.

## Musikvideo
Zur englischsprachigen Version Full Moon wurde unter der Regie von Tim Pope ein offizielles Musikvideo gedreht. Es zeigt Grönemeyer durch eine Stadt rennend und den Vollmond ansingend. Zwischendurch ist das Gesicht einer Frau zu sehen.

## Charts und Chartplatzierungen
Am 4. Juli 1988 stieg Vollmond erstmals auf Rang 32 der deutschen Singlecharts ein. Ihre beste Chartnotierung erreichte die Single mit Rang 21 am 25. Juli 1988. Obwohl das Lied nicht einmal die Top 20 erreichte, war es für einen Zeitraum von drei Wochen das erfolgreichste deutschsprachige Lied in den Charts. Grönemeyer löste damit selbst seinen Vorgänger Was soll das als bestplatzierte deutschsprachige Single ab. Insgesamt platzierte sich Vollmond 15 Wochen in den Charts und wurde nach Männer, Alkohol, Flugzeuge im Bauch, Kinder an die Macht und Was soll das zum sechsten Charthit Grönemeyers als Interpret sowie Produzent. In seiner Autorenfunktion ist es inklusive Nackt im Wind (Band für Afrika) ebenfalls der sechste Charthit. Koproduzent Norbert Hamm erreichte in dieser Funktion zum dritten Mal die deutschen Singlecharts, als Autor landete er bereits den Charthit Alkohol.
| ChartsChartplatzierungen | Höchstplatzierung | Wochen |
| ------------------------ | ----------------- | ------ |
| Deutschland (GfK)        | 21 (15 Wo.)       | 15     |